# Phradonoma buddha
Phradonoma buddha is een keversoort uit de familie spektorren (Dermestidae). De wetenschappelijke naam van de soort werd in 2007 gepubliceerd door Háva & Kadej.